# Mullah Said
Mullah Said è un album in studio del musicista britannico Muslimgauze pubblicato nel 1998 dall'etichetta Staalplaat.

## Composizione
Mullah Said venne registrato nel 1998 presso l'Abraham Mosque, lo studio di registrazione privato di Muslimgauze, e si tratta dell'ultimo album a cui prese parte l'ingegnere del suono John Delf prima che l'artista britannico morisse il gennaio del 1999.
Mullah Said presenta le sonorità cupe e calde con gli elementi arabesque per sintetizzatore che caratterizzano altre pubblicazioni di Muslimgauze orientate al genere ambient techno come Veiled Sisters e Maroon. AllMusic riporta che "nonostante sia pervaso da un senso di minaccia, Mullah Said mostra il lato più tenero di Muslimgauze, presentandosi come musica meditativa da tarda notte che nell'insieme ha un che di discreto". Stando a una recensione del 2018 scritta dall'azienda che si occupa della distribuzione dei dischi Boomkat, ascoltare l'album significa "rientrare a tutti gli effetti in quella categoria di produzioni di Bryn Jones dal suono nitido, ricche di stratificazioni sonore e dub". La recensione asserisce anche che Mullah Said presenta "un ritmo dub bass, ondate di strumenti ad arco, voci elettroniche e percussioni a mano che vengono sovrapposte le une sulle altre: tutti elementi della tavolozza stilistica a cui l'artista ci ha abituato."
Lungo il disco viene riprodotta la chiamata alla preghiera di un muezzin e altre registrazioni sul campo che richiamano il Medio Oriente. Nei due minuti della conclusiva traccia An End viene riprodotto un campionamento a bassa fedeltà di una cantante punjabi sui richiami di pavoni in loop; nella medesima traccia fanno anche capolino dei loop percussivi accompagnati da una voce indistinta.

## Pubblicazione
Mullah Said venne originariamente edito il luglio 1998 in formato CD digipak in mille copie numerate a mano. L'album venne ristampato una prima volta nel 2008 e una seconda volta nel 2018 in formato vinile in tiratura limitata a cinquecento copie.

## Accoglienza
| Recensione     | Giudizio    |
| -------------- | ----------- |
| AllMusic       |             |
| Ondarock       | consigliato |
| Piero Scaruffi |             |

Mullah Said viene considerato l'ultimo capolavoro dell'artista oltre che un tassello "fondamentale" della sua discografia. Si tratta di una delle sue poche uscite a cui il sito di AllMusic assegna 4 stelle e mezzo su 5, mentre Anthony D'Amico di Brainwashed sostiene che si tratta di uno degli album «più radicali e innovativi mai emersi dalla tradizione dub».

## Tracce
1. Mullah Said – 12:17
2. Every Grain of Palestinian Sand – 10:32
3. Muslims Die India – 12:31
4. Every Grain of Palestinian Sand – 10:53
5. Muslims Die India – 16:27
6. An End – 2:38

## Formazione
- Muslimgauze – strumentazione elettronica
- John Delf – ingegnere del suono